# Neurophyseta jessica
Neurophyseta jessica là một loài bướm đêm trong họ Crambidae.